# Dendropemon uniflorus
Dendropemon uniflorus är en tvåhjärtbladig växtart som först beskrevs av Nikolaus Joseph von Jacquin, och fick sitt nu gällande namn av Ernst Gottlieb von Steudel. Dendropemon uniflorus ingår i släktet Dendropemon och familjen Loranthaceae. Inga underarter finns listade i Catalogue of Life.